# Craig S. Keener
Craig S. Keener (4 luglio 1960) è un biblista statunitense.

## Biografia
Keener ha studiato a Springfield, dove conseguito il bachelor of arts nel 1982, il master of arts nel 1985 e il Master of Divinity nel 1987, quindi ha completato i suoi studi all'Università Duke, conseguendo il Ph.D. nel 1991; nello stesso anno è stato consacrato pastore battista. Dopo aver insegnato al Hood Theological Seminary a Salisbury, nel 1996 è passato al Palmer Theological Seminary in Pennsylvania, dove ha insegnato per 15 anni. Nel 2011 è diventato professore di studi biblici all' Asbury Theological Seminary a Wilmore. Keener ha scritto una trentina di libri e numerosi articoli. È sposato con Médine Moussounga, nativa del Congo; insieme alla moglie ha condotto incontri per una riconciliazione etnica sia negli Stati Uniti che in varie nazioni africane.

## Libri pubblicati
- And Marries Another: divorce and remarriage in the teaching of the New Testament, Hendrickson, 1991
- Paul, Women & Wives, Hendrickson, 1992
- The IVP Bible Background Commentary: New Testament, InterVarsity Press, 1994
- The Spirit in the Gospels and Acts: divine purity and power, Hendrickson, 1997
- Matthew, InterVarsity Press, 1997
- A Commentary on the Gospel of Matthew, Eerdmans, 1999
- Revelation, Zondervan, 2000
- Gift & Giver: The Holy Spirit for Today, Baker Academic, 2001
- The Gospel of John: A Commentary (2 vol.), Hendrickson, 2003
- 1-2 Corinthians, Cambridge University Press, 2006
- The Historical Jesus of the Gospels, Eerdmans, 2009
- Romans, Cascade Books, 2009
- Miracles: The Credibility of the New Testament Accounts, Baker Academic, 2011
- Acts: An Exegetical Commentary, vol. 1: Introduction and 1:1-2:47, Baker Academic, 2012
- Acts: An Exegetical Commentary, vol. 2: 3:1-14:28, Baker Academic, 2013
- Acts: An Exegetical Commentary, vol. 3: 15:1-23:35, Baker Academic, 2014
- Acts: An Exegetical Commentary, vol. 4: 24:1-28:31, Baker Academic, 2015
- The Mind of the Spirit: Paul's Approach to Transformed Thinking, Baker Academic, 2016
- Spirit Hermeneutics: Reading Scripture in Light of Pentecost, Eerdmans, 2016
- Galatians, Cambridge University Press, 2018
- Galatians: A Commentary, Baker Academic, 2018
- Christobiography: Memories, History, and the Reliability of the Gospels, Eerdmans, 2019
- Con Michael L. Brown (coautore), Not Afraid of the Antichrist, Chosen Books, 2019